# Juva
Juva est une municipalité du centre-est de la Finlande, dans la région de Savonie du Sud et la province de Finlande orientale.
En plus du calme et des beaux paysages qu'elle offre aux visiteurs, Juva, de par son centre de recherche sur les truffes Juvan Tryffelikeskus) connu à l'échelle nationale et internationale, est la meilleure destination pour les chercheurs, les cultivateurs et les consommateurs de truffes, ainsi que les dresseurs de chiens truffiers qui peuvent éventuellement y joindre l'utile à l'agréable.

## Histoire
La région est peuplée dès l'Âge de la pierre par des tribus Saami. Celles-ci sont chassées plus au nord par les nouveaux arrivants, futures tribus du Häme et de Carélie.
Lors du traité de Nöteborg (1323), l'actuelle Juva se retrouve du côté suédois de la frontière. La région est peu peuplée et pas du tout colonisée par les nouveaux maîtres du pays. En 1442, la Savonie est divisée en deux paroisses, dont l'une prend le nom de Jukainen, la future Juva. Gigantesque, elle comprend notamment les sites actuellement occupés par Kuopio et Pieksämäki.
L'économie est pendant de nombreux siècles limitée à l'agriculture sur brûlis, qui persiste jusqu'à la fin du XIXe siècle.

## Géographie
La commune, très forestière, est situé en plein milieu de la région des lacs. Elle fait partie du bassin de la Vuoksi.
Parmi ses lacs majeurs : Haapajärvi, Hietajärvi, Jukajärvi, Kangasjärvi, Kotijärvi, Lietvesi, Luonteri, Nevajärvi, Pyhäjärvi, Rautjärvi, Salajärvi, Syysjärvi, Tuusjärvi.
La capitale provinciale Mikkeli est à 42 km du centre administratif.
Les municipalités voisines sont Mikkeli à l'ouest et au sud, Puumala au sud-est, Sulkava à l'est, Rantasalmi au nord-est, Joroinen au nord et Pieksämäki au nord-ouest.

## Démographie
L'évolution démographique de Juva depuis 1980 est la suivante :
| Année      | 1980  | 1985  | 1990  | 1995  | 2000  | 2005  |
| ---------- | ----- | ----- | ----- | ----- | ----- | ----- |
| population | 9 025 | 8 800 | 8 435 | 8 172 | 7 671 | 7 369 |

| Année      | 2010  | 2015  | 2020  |
| ---------- | ----- | ----- | ----- |
| population | 6 962 | 6 548 | 6 086 |

## Politique et administration

### Conseil municipal
Les sièges des 27 conseillers municipaux sont répartis comme suit:
| Parti     | Parti                              | Sièges 2021–2025 |
| --------- | ---------------------------------- | ---------------- |
|           | Parti social-démocrate de Finlande | 5                |
|           | Vrais Finlandais                   | 1                |
|           | Parti de la Coalition nationale    | 5                |
|           | Parti du centre                    | 13               |
|           | Ligue verte                        | 1                |
|           | Chrétiens-démocrates               | 2                |
| Sources : |                                    |                  |

## Transports
L'axe routier principal est la nationale 5, venue d'Helsinki (273 km) et continuant vers Kuopio (121 km) et jusqu'en Laponie.
Juva marque le départ de la nationale 14 qui part vers l'est, traversant Savonlinna (66 km) et se terminant à Parikkala.
Juva est aussi reliée à Pieksämäki par la seututie 459 et à Puumala par la seututie 434.
De la gare routière, située dans le village central de Juva, partent des bus directs vers Helsinki, Kuopio, Savonlinna, Joensuu, Kajaani et Oulu.
Les gares les plus proches sont la gare de Mikkeli à environ 40 km et la gare d'Haukivuori à 50 km.
L'aéroport le plus proche est l'aérodrome de Varkaus situé à Joroinen, à environ 30 km de Juva.

## Lieux et monuments
- Église de Juva
- Église de Koikkala
- Peintures rupestres de Sarkasvuori (fi)

## Jumelages
| Ville | Ville      | Pays | Pays  |
| ----- | ---------- | ---- | ----- |
|       | Åtvidaberg |      | Suède |

## Célébrités
Juva est la municipalité de naissance de Arndt Pekurinen, dernière personne exécutée en Finlande (objecteur de conscience, tué en 1941) et symbole pour les pacifistes contemporains.
C'est également la commune de naissance du skieur Kalevi Hämäläinen, champion olympique de ski de fond (50 km) à Squaw Valley 1960.
Le chanteur d'opéra, la basse Martti Talvela (1935-1989) y a vécu ses dernières années.
Juva est aussi le lieu de naissance du jouer de hockey Eero Kilpeläinen et de l'écrivain Inka Nousiainen.